# Friedrich Hellner
Friedrich Hellner oder Georg Friedrich Hellner sowie Christoph Georg Friedrich Hellner (geboren 28. September 1825 in Hannover; gestorben 28. April 1860 ebenda) war ein deutscher Architekt. Der insbesondere im Eisenbahnbau Beschäftigte war ein Vertreter des hannoverschen Rundbogenstils.

## Leben
Hellner wurde in Hannover geboren als Sohn des Konsistorialbaumeisters Friedrich August Ludwig Hellner und der Henriette Dorothee Hellner, geborenen Beuermann oder Beurmann. Nach dem Besuch Tellkampfschule studierte er von 1841 bis 1844 an der Polytechnischen Schule zu Hannover als Schüler von Ernst Ebeling, während er gleichzeitig von seinem Vater unterrichtet wurde und eine praktische Ausbildung zum Maurer durchlief.
1844 erhielt er eine Anstellung als Zeichner bei der Reichsbahndirektion Hannover, wo er sich insbesondere mit den Hochbauten des ersten, nach Plänen von Laves errichteten „Centralbahnhofes“ beschäftigte. Ab 1845 übernahm Hellner die Aufgaben als hannoverscher Eisenbahn-Baukondukteur, während er zeitweilig zugleich als Mitarbeiter im Architekturbüro von Conrad Wilhelm Hase arbeitete.
Von 1847 bis 1850 studierte Hellner in Karlsruhe an der dortigen Bauschule und unternahm anschließend mehrere Studienreisen.
Nach seiner Rückkehr nach Hannover wurde er wieder in der hannoverschen Eisenbahndirektion tätig und zum Ingenieur II. Klasse ernannt. 1851 wurde er Gründungsmitglied des Architekten- und Ingenieur-Vereins Hannover und nahm im Auftrag von Conrad Wilhelm Hase nebenamtlich das Bauaufmaß zur Restaurierung der Michaeliskirche in Hildesheim.

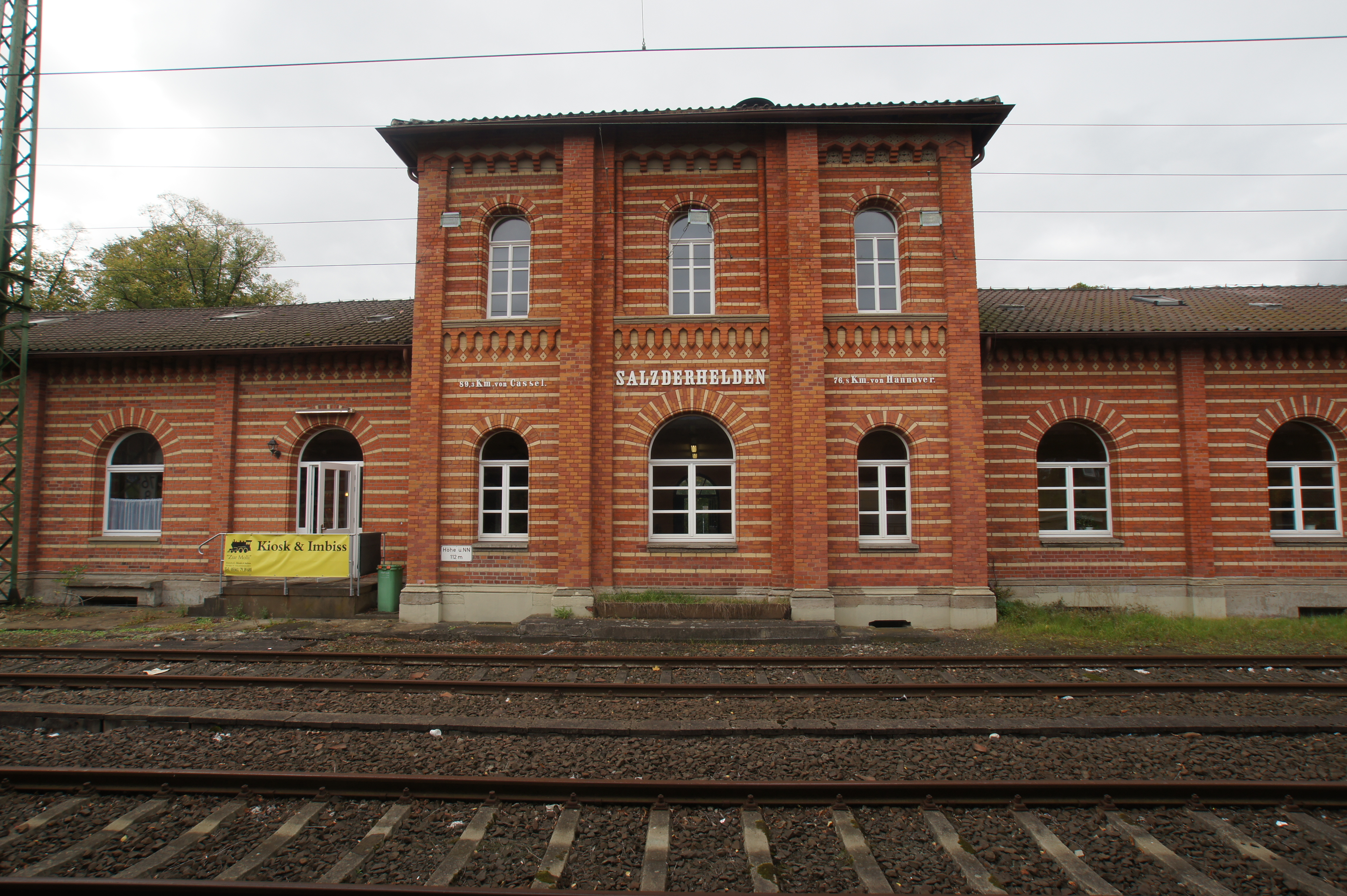
1853 nach Plänen von Hase und Hellner im hannoverschen Rundbogenstil errichteter Bahnhof Einbeck-Salzderhelden

Ebenfalls in den 1850er Jahren übernahm Hellner nacheinander die Bauleitung der Bahnhöfe in Alfeld (Leine), Salzderhelden und Burgdamm, bevor er sich 1856 auf eigenen Wunsch aus dem Staatsdienst entlassen ließ. Trotzdem leitete er noch 1857 den Bau des Bahnhofes in Osnabrück.
1858 bewarb sich Friedrich Hellner – ohne Erfolg – als Stadtbaumeister in Lüneburg. In seinen letzten beiden Lebensjahren wirkte er von 1859 bis 1860 als Ingenieur in Hannover.

## Werke (sofern bisher erforscht)
- 1851: Aufmaß zur Restaurierung der Michaeliskirche in Hildesheim nach Plänen von Hase[3]
- 1852–1853: Bauleitung des nach Plänen von Hase errichteten Bahnhofs in Alfeld an der Leine, 1853–1854 fortgeführt von Christian Graefenhain und Richard Burghart[3]
- 1853–1854: Bauleitung des Bahnhofs Salzderhelden nach Plänen von Hase und Hellner[3]
- 1853–1855: Alfeld an der Leine: Königliches Lehrerseminar; trotz guter Erhaltung 1970 abgerissen[3]
- 1855: Osnabrück, Wittekindplatz 4a/b: Bauleitung des nach Plänen von Adolph Funk errichteten ersten »Hannoverschen Bahnhofs«; erhalten[3]
- 1855–1857: Hildesheim, Michaelisplatz 1, nach Plänen von Hase: Restaurierung der Evangelisch-lutherische Kirche St. Michaelis[3]
- 1856: Bauleitung für den Bahnhof Burgdamm[3]
- 1856– etwa 1858: Ausführung und spezielle Bauleitung des Eisenhüttenwerks Georgsmarienhütte[3]
- 1859: Munster: Entwurf für den Neubau des Evangelisch-lutherischen Pfarrhauses; zur Ausführung ist weitere Forschung ausstehend[3]